# Ferit Alper Salgın
Ferit Alper Salgın (* 29. September 1975 in Niğde) ist ein ehemaliger türkischer Fußballspieler.

## Karriere
Salgın begann mit dem Vereinsfußball in der Jugend seines Heimatvereins und des damaligen Drittligisten Niğdespor. Zur Spielzeit 1998/99 wurde er als Achtzehnjähriger mit einem Profivertrag ausgestattet in den Profikader involviert und gab am ersten Spieltag der Saison gegen İskenderun Demir Çelik Genel Müdürlüğüspor sein Profidebüt. Ab dieser Partie sicherte er sich innerhalb der Mannschaft einen Stammplatz und erzielte bis zur Winterpause in 16 Spielen zehn Tore. Durch diese Leistung machte er viele Vereine der oberen Ligen auf sich aufmerksam. So lieh ihn der damalige Zweitligist Mersin İdman Yurdu mit Kaufoption in der Winterpause für die Rückrunde aus.
Bei Mersin İY absolvierte er bis zum Saisonende zwölf Partien und erzielte zwölf Tore. Nach dieser Leistung kehrte er zum Saisonende zu Niğdespor zurück. Für die kommende Saison wechselte er zum Zweitligisten Adıyamanspor. Bei diesem Verein blieb er mit einem Tor in 13 Spielen hinter den Erwartungen. Da Adıyamanspor eine selbst unruhige Phase durchmachte, wurde Salgın zu Winterpause an den Ligarivalen Elazığspor abgegeben. Bei diesem Verein steigerte sich Salgın und erzielte bis zum Saisonende neun Ligatore.
Durch seine steigende Formkurve bei Elazığspor machte Salgın wieder auf sich aufmerksam. So verpflichtete ihn zum Sommer 2000 der Erstligist Gençlerbirliği Ankara. Bei diesem Verein konkurrierte er im Sturm gegen solche Spieler wie Ahmed Hassan, Souleymane Youla, Cafer Aydın und Tarık Daşgün und absolvierte bis zum Saisonende 20 Spiele, in denen er zwei Tore erzielte. Zur neuen Saison wechselte er zum Ligakonkurrenten Diyarbakırspor. Auch bei seinem zweiten Erstligaverein konnte er sich gegen die übrigen Stürmer Murat Hacıoğlu und Saffet Akyüz nicht behaupten.
Nach seinen zwei erfolglosen Erstligajahren, kehrte er zum Sommer 2003 wieder in die 2. Liga zurück und heuerte bei Kayserispor. Bei diesem Klub blieb er nur bis zum Start der Rückrunde und wechselte dann innerhalb der Liga zu Büyüksehir Belediye Ankaraspor. Obwohl er sich hier nicht als Stammspieler durchsetzen konnte, wurde er mit seinem Team Tabellendritter der Saison 2003/04 und erreichte damit den direkten Aufstieg in die Süper Lig.
Nach dem Aufstieg mit BB Ankaraspor in die Süper Lig wechselte Salgın zum Drittligisten Şanlıurfaspor und ein Jahr später innerhalb der TFF 2. Lig zu Kasımpaşa Istanbul. Bei diesem Verein etablierte er sich schnell zum Leistungsträger. Sein Team beendete die Zweitligasaison 2005/06 als Meister und stieg in die TFF 1. Lig auf. In die TFF 1. Lig aufgestiege, behielt Salgın seinen Stammplatz. Er erzielte bis zum Saisonende elf Tore und war damit hinter seinem Sturmpartner Erhan Küçük der zweiterfolgreichste Torjäger seines Teams. Mit Kasımpaşa wurde er Playoffsieger dieser Saison und sorgte dafür, dass der Verein nach 43 Jahren wieder an den nächsten türkischen Spielklasse, der Süper Lig teilnahm.
Zum Sommer 2007 verließ Salgın Kasımpaşa, spielte ein Jahr für Adana Demirspor, jeweils eine halbe Saison für Çankırı Belediyespor und İstanbulspor und beendete anschließend zum Sommer 2009 seine aktive Spielerlaufbahn.

## Erfolge
Mit BB Ankaraspor
- Dritter der TFF 1. Lig und Aufstieg in die Süper Lig: 2003/04

Mit Kasımpaşa Istanbul
- Meister der TFF 2. Lig und Aufstieg in die TFF 1. Lig: 2005/06
- Playoffsieger der TFF 1. Lig und Aufstieg in die Süper Lig: 2006/07